# برستو
برستو (بالفارسية: برستو) هي قرية تقع في قسم ميلانلو الريفي (مقاطعة إسفراين) في إيران. يقدر عدد سكانها بـ 89 نسمة .